# Robert Kopp
Pour les articles homonymes, voir Kopp.
Robert Kopp, né le 2 août 1939, est un écrivain et éditeur suisse, qui partage son temps entre Bâle et Paris.

## Biographie
Professeur de littérature française à l'université de Bâle, où il a succédé à Marcel Raymond, Albert Béguin, Georges Blin, Jean Starobinski et Claude Pichois, doyen de la Faculté des Lettres et Sciences humaines (1983-1985), professeur associé à l'université de Paris IV-Sorbonne (1985-1986), à l'université de Paris X-Nanterre (1987-1989), directeur de recherches associé à l'École pratique des Hautes études (1989-1990), il est spécialiste de la littérature française des XIXe et XXe siècles, en particulier de Balzac, de Baudelaire, des frères Goncourt, de Huysmans, d'André Gide, de Pierre Jean Jouve, d'André Breton.
Responsable éditorial de la collection "Bouquins" (Robert Laffont) de 1989 à 2006, il collabore régulièrement à la revue Commentaire (membre du comité), à la Revue des Deux Mondes (membre du comité de rédaction et contributeur régulier), à L'Histoire, au Magazine littéraire, à Les Lettres et les Arts ainsi qu'à la revue suisse d'art et de culture Artpassions. Il est également membre du comité de rédaction des Travaux de littérature (Droz) et Président de la Société d'études françaises de Bâle (site: sef-bale.ch). Membre des jurys du Prix Montaigne, du Prix Giono, du Prix des Ecrivains du Sud.

## Distinctions
- Un volume d'hommage, Désirs et plaisirs du livre, lui a été consacré par ses collègues, amis et élèves (Honoré Champion, 2004).

## Ouvrages
- Albums de la Pléiade : André Breton, bibliothèque de la Pléiade, éditions Gallimard, 2008.
- Un siècle de Goncourt, éditions Gallimard, coll. « Découvertes Gallimard / Littératures » (no 586), 2012.
- Baudelaire, le soleil noir de la modernité, éditions Gallimard, coll. « Découvertes Gallimard / Littératures » (no 456), 2004, nouvelle édition revue 2017.
- Robert Kopp, « Maurras lecteur de Rousseau et de Chateaubriand », dans Le maurrassisme et la culture. Volume III : L’Action française. Culture, société, politique, Presses universitaires du Septentrion, coll. « Histoire et civilisations », 20 décembre 2019 (ISBN 978-2-7574-2145-1, lire en ligne), p. 147–160
- Le Paris des Goncourt, Editions Alexandrines, 2023.
- Film: Pierre Jean Jouve, le feu de la chair (avec Olivier Mille), "Un siècle d'écrivains", France3, 1996.
- Exposition: L'Oeil de Baudelaire, avec Jérôme Farigoule et Charlotte Manzini, catalogue Paris-Musées, 2016.
- Bibliographie complète voir: